# آرکادی باغداساریان
آرکادی باغداساریان (آرکو) (ارمنی: Արկադի Բաղդասարյան (Արկո)؛ انگلیسی: Arkady Baghdasaryan (Arko)؛ زادهٔ ۲۵ اوت ۱۹۴۵ - درگذشته ۲۰۲۲) یک نقاش اهل ارمنستان بود.

## زندگی‌نامه
وی در سال ۱۹۶۵ از کالج هنرهای زیبای عظیم علی‌زاده و در سال ۱۹۷۱ از دپارتمان نقاشی، انستیتو دولتی هنری و نمایشی ایروان و آکادمی دولتی هنرهای زیبای ارمنستان فارغ‌التحصیل شده است. وی از ۱۹۷۶ عضو «اتحادیه هنرمندان ارمنستان» و از سال ۱۹۹۴ عضو «انجمن بین‌المللی هنرمندان حرفه‌ای» می‌باشد. وی برنده جوایزی همچون نقاش مردمی جمهوری ارمنستان (۲۰۱۵) و نقاش شایسته جمهوری ارمنستان (۲۰۰۳) شد. وی در سال ۲۰۲۲ در سن ۷۷ سالگی درگذشت.